# Disc de Nipkow

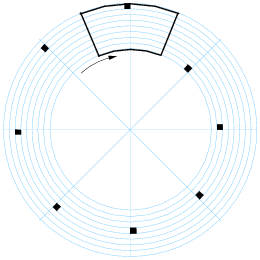
Disc de Nipkow

El disc de Nipkow és un dispositiu mecànic que permet analitzar una escena de manera ordenada. Va ser proposat i construït per Paul Gottlieb Nipkow l'any 1884.

## Història
El disc de Nipkow va suposar un pas endavant en el desenvolupament de dispositius de captació i reproducció d'imatge, un pas més d'una sèrie de descobriments i invencions que han fet possible la televisió tal com la coneixem avui dia.
Prèviament, a principis de la dècada dels 70, un operador de telègraf anomenat Joseph May, utilitzant l'anomenat sel·leni "metàl·lic" en una estació de cable irlandesa, es va adonar que certes variacions inesperades en les lectures dels seus instruments eren degudes a l'efecte de la llum en el sel·leni. May va descobrir que, per alguna raó, la llum canviava la resistència elèctrica del material i, el que és més important encara, que semblava prou clar que la variació de la resistència era proporcional a la intensitat de llum. D'aquesta manera es podria crear un corrent elèctric a partir de la mateixa llum.
Una dècada després, l'any 1884, l'esmentat inventor alemany Paul Nipkow va patentar el disc que porta el seu nom: un disc que serviria de mecanisme per projectar la llum reflectida per un objecte a sobre d'una sèrie de cèl·lules de sel·leni que enviarien els impulsos elèctrics corresponents a través d'un cable.
Uns quants anys després, el 1923, l'escocès John Logie Baird va desenvolupar i perfeccionar el sistema, malgrat tot, certs inconvenients farien que finalment no aconseguís imposar-se.

## Descripció
El disc de Nipkow no és més que un disc pla i circular amb una sèrie de petites perforacions disposades en forma d'espiral des del centre cap a l'exterior. Si es fa girar el disc cada forat descriu una circumferència amb un radi diferent.

## Funcionament
L'escena és projectada mitjançant una lent a sobre del disc. Quan es fa girar el disc, es fan passar successivament els forats per la projecció de manera que, com que cada forat descriu un cercle de radi diferent, la imatge és escanejada amb un nombre de línies igual al nombre de forats. La llum que cada forat deixa passar és recollida per un sensor.
En la part del sistema dedicada a la reproducció trobaríem un altre disc de Nipkow sincronitzat amb el primer i fent la tasca inversa, és a dir, permetre passar el senyal de llum transmès per tal de reconstruir la imatge per files, tal com l'havíem obtingut.

## Inconvenients
En primer lloc s'ha de tenir en compte que els sistemes òptics disponibles a l'època no eren prou eficients. En segon lloc, ens trobem que aquest dispositiu estava condicionat per una sèrie d'elements mecànics que limitaven la possibilitat d'assolir velocitats de gir prou altes perquè l'escena pogués ser recuperada com una imatge composta. D'altra banda, la geometria del disc limitava el nombre de línies, així com el diàmetre condicionava la mida de les imatges a captar. A més, el fet que es faci servir un disc provoca, com ja hem vist al funcionament, que les línies no siguin rectes, sinó que tinguin una curvatura que serà major a mesura que disminuïm el diàmetre del disc.

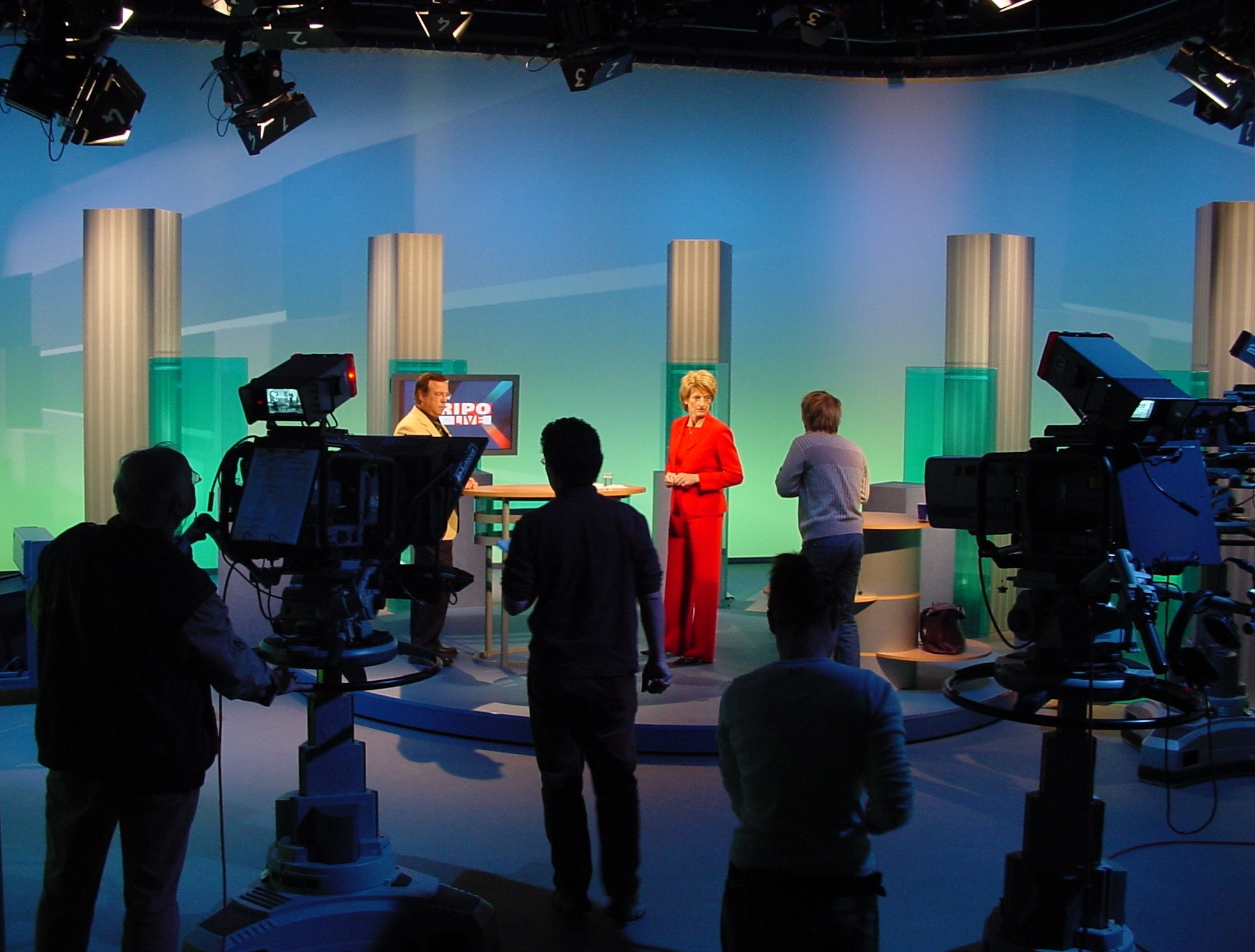
Plató de televisió actualment

Tot i els inconvenients que acabem de comentar, val a dir que l'invent de Nipkow suposà un gran pas en el desenvolupament de la televisió tal com la coneixem. Per primer cop es feia possible fer un escanejat d'una imatge per tal de poder-la transmetre posteriorment per un cable cap a la terminal de reproducció.